# Saskia Reeves
Saskia Reeves (* 16. August 1961 in Paddington, London) ist eine britische Schauspielerin.

## Leben und Karriere
Saskia Reeves wurde in London von ihrer niederländischen Mutter und ihrem englischen Vater aufgezogen, der ebenfalls ein etablierter Schauspieler ist. Schon früh interessierte sie sich für die Schauspielerei, besuchte die Guildhall School of Music and Drama und hat schon mit namhaften Regisseuren wie Mike Leigh, Stephen Poliakoff und Nicholas Hytner gearbeitet.

## Filmografie (Auswahl)

### Filme
- 1990: Dezemberbraut, auch Winterbraut (December Bride)
- 1990: Children Crossing
- 1990: Antonia & Jane (Antonia and Jane)
- 1991: Schließe meine Augen, begehre oder töte mich (Close My Eyes)
- 1991: In the Border Country
- 1992: The Bridge
- 1994: Traps – Dschungel der Gefühle (Traps)
- 1995: Cruel Train
- 1995: Undercover (I.D.)
- 1995: Butterfly Kiss (Butterfly Kiss)
- 1996: Der kleine Unterschied (Different for Girls, auch Crossing the Border)
- 1995: The perfect Match – 1:0 für Bridget und Phil (The Perfect Match)
- 1997: Plotlands
- 1998: L.A. Without a Map
- 1999: Ticks
- 1999: Heart – Jeder kann sein Herz verlieren (Heart)
- 1999: A Christmas Carol – Die Nacht vor Weihnachten (A Christmas Carol)
- 2001: Bubbles
- 2003: The Tesseract
- 2004: The Knickerman
- 2004: Island at War
- 2006: Fast Learners
- 2013: Mindscape
- 2016: Das Protokoll – Mord auf höchster Ebene (De Premier)
- 2021: Creation Stories

### Fernsehen
- 1981: Lebens bittere Süße (A Woman of Substance, Miniserie)
- 1987: Metamorphosis
- 2000: Dune – Der Wüstenplanet (Frank Herbert’s Dune, Miniserie)
- 2002: Suspicion’
- 2004: A line in the sand
- 2005: The Commander: Virus
- 2006: Inspector Lynley (The Inspector Lynley Mysteries)
- 2010: Inspector Barnaby: Köpfen ist auch keine Lösung (The Sword of Guillaume)
- 2010: Luther
- 2010: Inspector Barnaby (Midsomer Murders) Fernsehserie, Staffel 13, Folge 3: Blut am Sattel (Blood On The Saddle)
- 2010: Kommissar Wallander: Die fünfte Frau
- 2011: Die Verschwörung – Verrat auf höchster Ebene (Page Eight)
- 2012: Kommissar Wallander: Ein Mord im Herbst
- 2013: Vera – Ein ganz spezieller Fall (Vera, Folge Poster Child)
- 2015: Wölfe (Wolf Hall, Fernsehserie)
- 2016: Inspector Barnaby (Midsomer Murders, Folge: Die Kunst stirbt zuletzt (A Dying Art))
- 2016: Mord auf Shetland: Der Vermißte
- 2017: Landgericht – Geschichte einer Familie
- 2017: The Child in Time
- 2017: Silent Witness (Doppelfolge Discovery)
- 2018: Collateral (Miniserie, zwei Folgen)
- 2019: Death in Paradise (Fernsehserie, 1 Folge)
- 2020: Belgravia – Zeit des Schicksals (Belgravia, Fernsehsechsteiler)
- Seit 2022: Slow Horses – Ein Fall für Jackson Lamb (Slow Horses, Fernsehserie)